# Капнобаты
Капнобаты — упоминаемое Страбоном (ссылающегося, в свою очередь на Посидония) греческое именование мизийцев:
мисийцы … из благочестия воздерживаются употреблять в пищу живые существа, поэтому не едят домашних животных. Они питаются мёдом и сыром … поэтому их называют богобоязненными и капнобатами
Этимология названия неясна: в сохранившемся тексте «Географии» Страбона название даётся как kapnobatai — «те, кто ходит в дыму» (от греч. καπνός «дым» и греч. βατειν «ходить»), однако из контекста предполагается ошибка переписчика и исходная форма kapnobotai — поглощающие дым, то есть питающиеся лёгкой — как дым — пищей.
В «культуре конопли» широко упоминается интерпретация «тех, кто ходит в дыму» как шаманов, использовавших дым конопли как главное средство достижения экстатического транса, принадлежащая румынскому автору Мирча Элиаде.
Альбом «Kapnobatai» выпущен в 2005 г. шведской группой эмбиент-группой Atrium Carceri.